# Bulgarischer Fußballpokal 2018/19
Der Bulgarischer Fußballpokal 2018/19 war die 79. Austragung des Pokalwettbewerbs im Fußball in Bulgarien. Pokalsieger wurde Lokomotive Plowdiw. Das Team setzte sich im Finale gegen Botew Plowdiw durch. Durch den Sieg qualifizierte sich Lokomotive für die 2. Qualifikationsrunde der UEFA Europa League 2019/20.

## Modus
Bis zum Viertelfinale und im Finale wurden die Begegnungen in einem Spiel entschieden. Bei unentschiedenem Ausgang gab es eine Verlängerung von zweimal 15 Minuten und gegebenenfalls ein Elfmeterschießen.
Im Halbfinale wurde der Sieger in Hin- und Rückspiel ermittelt. Bei Torgleichheit entschied zunächst die Anzahl der auswärts erzielten Tore, danach eine Verlängerung und falls erforderlich ein Elfmeterschießen.

## Teilnehmer
| Parwa liga (14) | Wtora liga (15) | Regionalcup (3) |
| --- | --- | --- |
| - Beroe Stara Sagora - Botew Plowdiw - FC Botew Wraza - FC Dunaw Russe - SFK Etar Weliko Tarnowo - Lewski Sofia - Lokomotive Plowdiw - Ludogorez Rasgrad - Septemwri Sofia - Slawia Sofia - Tscherno More Warna - Wereja Stara Sagora - Witoscha Bistriza - ZSKA Sofia | - Arda Kardschali - Botew Galabowo - PFC Dobrudscha Dobritsch - Kariana Erden - Litex Lowetsch - Lok Gorna Orjachowiza - Lokomotive Sofia - PFK Montana - PFK Nessebar - Pirin Blagoewgrad - OFK Pomorie - Strumska Slawa Radomir - Tschernomorez Baltschik - Zarsko Selo Sofia - ZSKA 1948 Sofia | Nord Gruppe: - Spartak Warna (III) Südwest Gruppe: - FC Hebar Pasardschik (III) Südost Gruppe: - FK Atletik Kuklen (III) |

## 1. Runde
| Datum      |                               | Ergebnis              |                             |
| ---------- | ----------------------------- | --------------------- | --------------------------- |
| 25.09.2018 | FC Hebar Pasardschik (III)    | 1:6                   | Beroe Stara Sagora (I)      |
| 25.09.2018 | Botew Galabowo (II)           | 0:0 n. V. (8:9 i. E.) | Witoscha Bistriza (I)       |
| 25.09.2018 | OFK Pomorie (II)              | 0:1                   | Lokomotive Plowdiw (I)      |
| 25.09.2018 | Kariana Erden (II)            | 0:1                   | Septemwri Sofia (I)         |
| 25.09.2018 | PFC Dobrudscha Dobritsch (II) | 0:1                   | Lokomotive Sofia (II)       |
| 25.09.2018 | Strumska Slawa Radomir (II)   | 2:1                   | Zarsko Selo Sofia (II)      |
| 25.09.2018 | FK Atletik Kuklen (III)       | 0:6                   | Lewski Sofia (I)            |
| 25.09.2018 | Litex Lowetsch (II)           | 0:2                   | SFK Etar Weliko Tarnowo (I) |
| 25.09.2018 | PFK Montana (II)              | 0:2                   | ZSKA Sofia (I)              |
| 26.09.2018 | Arda Kardschali (II)          | 0:1                   | Tscherno More Warna (I)     |
| 26.09.2018 | PFK Nessebar (II)             | 1:3                   | Ludogorez Rasgrad (I)       |
| 26.09.2018 | Lok Gorna Orjachowiza (II)    | 1:1 n. V. (6:7 i. E.) | FC Dunaw Russe (I)          |
| 26.09.2018 | Tschernomorez Baltschik (II)  | 1:0                   | FC Botew Wraza (I)          |
| 26.09.2018 | ZSKA 1948 Sofia (II)          | 1:4                   | Botew Plowdiw (I)           |
| 27.09.2018 | Pirin Blagoewgrad (II)        | 0:2                   | Slawia Sofia (I)            |
| 27.09.2018 | Spartak Warna (III)           | 1:1 n. V. (4:5 i. E.) | Wereja Stara Sagora (I)     |

## Achtelfinale
| Datum      |                             | Ergebnis              |                              |
| ---------- | --------------------------- | --------------------- | ---------------------------- |
| 30.10.2018 | Strumska Slawa Radomir (II) | 3:1                   | Tschernomorez Baltschik (II) |
| 30.10.2018 | FC Dunaw Russe (I)          | 1:2                   | Lokomotive Plowdiw (I)       |
| 30.10.2018 | ZSKA Sofia (I)              | 3:1                   | Witoscha Bistriza (I)        |
| 31.10.2018 | Lokomotive Sofia (II)       | 2:3                   | Septemwri Sofia (I)          |
| 31.10.2018 | Tscherno More Warna (I)     | 2:2 n. V. (5:4 i. E.) | Lewski Sofia (I)             |
| 31.10.2018 | SFK Etar Weliko Tarnowo (I) | 3:0                   | Wereja Stara Sagora (I)      |
| 31.10.2018 | Ludogorez Rasgrad (I)       | 2:2 n. V. (4:3 i. E.) | Slawia Sofia (I)             |
| 01.11.2018 | Beroe Stara Sagora (I)      | 0:0 n. V. (3:4 i. E.) | Botew Plowdiw (I)            |

## Viertelfinale
| Datum      |                             | Ergebnis              |                         |
| ---------- | --------------------------- | --------------------- | ----------------------- |
| 02.04.2019 | SFK Etar Weliko Tarnowo (I) | 0:0 n. V. (3:4 i. E.) | Lokomotive Plowdiw (I)  |
| 03.04.2019 | Ludogorez Rasgrad (I)       | 1:3                   | ZSKA Sofia (I)          |
| 04.04.2019 | Strumska Slawa Radomir (II) | 1:3                   | Septemwri Sofia (I)     |
| 04.04.2019 | Botew Plowdiw (I)           | 2:2 n. V. (5:4 i. E.) | Tscherno More Warna (I) |

## Halbfinale
| Datum             |                        | Gesamt |                     | Hinspiel | Rückspiel |
| ----------------- | ---------------------- | ------ | ------------------- | -------- | --------- |
| 16.04./23.04.2019 | Lokomotive Plowdiw (I) | 4:0    | Septemwri Sofia (I) | 4:0      | 0:0       |
| 17.04./24.04.2019 | Botew Plowdiw (I)      | 6:5    | ZSKA Sofia (I)      | 3:2      | 3:3       |

## Finale
| Paarung            | Botew Plowdiw – Lokomotive Plowdiw |
| Ergebnis           | 0:1 (0:0) |
| Datum              | 15. Mai 2019 |
| Stadion            | Wassil-Lewski-Stadion, Sofia |
| Zuschauer          | 20.500 |
| Schiedsrichter     | Nikolj Jordanow |
| Tore               | 0:1 Alen Ožbolt (73.) |
| Botew Plowdiw      | Daniel Kajzer – Johnathan Pereira (46. Filip Filipow), Dimitar Pirgow, Kristian Dimitrow, Lasar Marin – Radoslaw Tersiew (77. Wassil Schopow), Ebert Cardoso (53. Férébory Doré), Latschesar Baltanow , Todor Nedelew – Aleksandar Tonew, Antonio Wutow Cheftrainer: Nikolaj Kirow                    |
| Lokomotive Plowdiw | Martin Lukow – Dimitar Wesalow, Stephen Eze, Josip Tomašević, Abdelhakim Bouhna – Miloš Petrović (60. Janko Angelow), Igor Banović, Momtschil Zwetanow, Dimitar Iliew – Alen Ožbolt (78. Birsent Karagaren), Ante Aralica (89. Asen Georgiew) Cheftrainer: Bruno Akrapović ( Bosnien und Herzegowina) |
| Gelbe Karten       | Ebert Cardoso, Aleksandar Tonew – Ante Aralica, Alen Ožbolt, Martin Lukow |